# Ubirajara
Ubirajara este un oraș în São Paulo (SP), Brazilia.